# Oblast' di Semipalatinsk
L'oblast' di Semipalatinsk (in russo Семипалатинская область?) era un'oblast' (provincia) dell'Impero russo e degli inizi della Repubblica Socialista Federativa Sovietica Russa. Dal 1882 al 1917 fece parte del Governo generale delle Steppe. Corrispondeva grossomodo alla maggior parte dell'attuale Kazakistan nord-orientale e fu creata dai territori dell'ex Khanato di Kazach. Il primo insediamento russo nella zona risale al 1718, quando la Russia costruì un forte accanto al fiume Irtysh, vicino alle rovine di un antico monastero buddista, dove si potevano vedere sette edifici. Il forte (e più tardi la città) fu chiamato Semipalatinsk (in russo "Città delle sette camere") dopo il monastero. La città è oggi conosciuta come Semej.

## Geografia
L'oblast' occupava il territorio tra il ago Balqaš a sud e il fiume Irtysh a nord. A est l'oblast confina con la Cina, a sud con l'oblast' di Semireč'e, a ovest con l'oblast' di Akmolinsk e a nord con il governatorato di Tomsk.
Oggi il territorio dell'oblast' di Semipalatinsk si trova nelle oblast' del Kazakistan orientale, Karaganda e Pavlodar.

## Divisione amministrativa
L'oblast' era divisa in cinque uezd all'inizio del XX secolo: Zaissan, Karakaly, Pavlodar, Semipalatinsk e Ust-Kamenogorsk.

## Demografia
Nel 1897, 684.590 persone popolavano l'oblast'. I kazaki costituivano la maggioranza etnica della popolazione. Minoranze significative erano costituite da russi e tatari. Il totale degli abitanti di lingua turca era 614.999 (89,8%).

### Gruppi etnici nel 1897
| TOTALE | 684.590 | 100%  |
| ------ | ------- | ----- |
| Kazaki | 604.564 | 88,3% |
| Russi  | 65.062  | 9,5%  |
| Tatari | 9.940   | 1,5%  |